# Josep Rius-Camps
Josep Rius-Camps (Esparreguera, Barcelona, 15 de junio de 1933) es un sacerdote, biblista y patrólogo español.

## Biografía
Rius Camps es profesor emérito de la Facultad de Teología de Cataluña. Doctor en ciencias eclesiásticas orientales por el Pontificio Instituto Oriental de Roma (1968), donde impartió docencia —lo hizo también en la Universidad de Münster y en el Agustinianum de Roma—, es autor de numerosos estudios —en catalán, castellano e inglés— sobre patrística (Orígenes, las Pseudoclementinas e Ignacio de Antioquía) y sobre Nuevo Testamento (Marcos y Lucas-Hechos). 
Fue director de la Revista Catalana de Teología desde su fundación en el año 1976 y hasta el 2008.
Ha sido editor, con Jenny Read-Heimerdinger, de la edición bilingüe (griego-español), por primera vez en una sola obra, de los dos volúmenes de los escritos de Lucas: Demostración a Teófilo. Evangelio y Hechos de los Apóstoles según el Códice Beza (Fragmenta Editorial, 2012), Premio Ciudad de Barcelona de traducción al catalán por su edición previa en esta lengua, en 2009. En 2012 se tradujo al inglés. En su novela Diari de Teòfil (Fragmenta Editorial, 2011) dio forma narrativa a las investigaciones sobre la obra de Lucas. Vive en la ermita de Sant Pere de Reixac.

## Obras
- RIUS CAMPS, Josep, The Message of Acts in Codex Bezae Londres: T & T Clark International, 2004,  ISBN 9780567114143
- RIUS CAMPS, Josep, The Message of Acts in Codex Bezae (vol 2) Londres: T & T Clark International, 2006, ISBN 9780567040121
- RIUS CAMPS, Josep, The Message of Acts in Codex Bezae (vol 3) Londres: T & T Clark International, 2007, ISBN 9780567032485
- RIUS CAMPS, Josep, The Message of Acts in Codex Bezae (vol 4) Londres: T & T Clark International, 2009, ISBN 9780567048998
- RIUS CAMPS, Josep, Diari de Teòfil (Fragmenta Editorial, 2011) ISBN 978-84-92416-49-3
- RIUS-CAMPS, Josep, Camino de Pablo a la misión de los paganos: Hch 13-28, El (Ediciones Cristiandad), ISBN 978-84-7057-346-0
- RIUS CAMPS, Josep, con Jenny Read-Heimerdinger (eds.)  Demostración a Teófilo. Evangelio y Hechos de los Apóstoles según el Códice Beza (Fragmenta Editorial, 2012. ISBN 978-84-92416-52-3 (En catalán ISBN 978-84-92416-17-2; en inglés ISBN 9780567438881)